# Marcos Sawaya Jank
Marcos Sawaya Jank (Ribeirão Preto, 5 de Abril de 1963) é professor, executivo, conselheiro de empresas e escritor.

## Biografia e Carreira
Marcos Jank é  professor sênior de agronegócio no Insper e coordenador do centro Insper Agro Global.
É Engenheiro Agrônomo pela ESALQ - USP, Mestre em política agrícola em Montpellier-França, Doutor em Administração pela FEA-USP e Livre Docente pela ESALQ. É membro do conselho de administração da Rumo Logística e dos conselhos consultivos  da COMERC Energia e da AGROTOOLS. É também membro do comitê de sustentabilidade e inovação do Minerva Foods e do painel global da Cargill para sustentabilidade e proteção de florestas, foi membro do Board of Trustees do International Food Policy Research Institute (IFPRI) em Washington, D.C.
Durante dezoito anos foi professor associado da Universidade de São Paulo, na Faculdade de Economia e Administração FEA-USP, no Instituto de Relações Internacionais IRI-USP e na Escola Superior de Agricultura Luiz de Queiroz (ESALQ), além de passar períodos sabáticos em Universidades americanas e europeias. Foi também o 2º Titular da “Cátedra Luiz de Queiróz” da ESALQ - USP .
Em 1999, ocupou o cargo de assessor especial do então ministro Celso Lafer. Em 2001-2002, Marcos Jank atuou como especialista em integração e comércio no Banco Interamericano de Desenvolvimento (BID) em Washington, D.C. Integrou numerosos conselhos no país e no exterior e liderou projetos do Banco Mundial, FAO, PNUD, OCDE e outras organizações internacionais. Entre 2003 e 2007 fundou e presidiu o Instituto de Estudos do Comércio e das Negociações Internacionais (ICONE), na ocasião um dos mais importantes Think tanks de comércio do país.
De 2007 a 2012, foi presidente da União da Indústria de Cana-de-Açúcar (UNICA), principal organização de representação do setor sucroenergético brasileiro.
Entre 2015 e 2019 foi vice-presidente de assuntos corporativos e desenvolvimento de negócios da BRF para a região Ásia-Pacífico sediado em Singapura. Foi também presidente da Aliança Agro Ásia-Brasil (Asia-Brazil Agro Alliance – ABAA), iniciativa que reuniu entidades exportadoras do setor com o objetivo de ampliar a representatividade do agronegócio brasileiro nos países asiáticos.
Marcos foi colunista dos jornais O Estado de São Paulo e Folha de S.Paulo. Colabora constantemente com diversos veículos de comunicação entre eles: Globo News, CNN, Financial Times The Economist Exame (revista brasileira) e atualmente é colunista do site da Revista Veja.

## Premiações e reconhecimentos
Entre os diversos prêmios conquistados durante a sua carreira estão: 100 personalidades mais influentes do agronegócio brasileiro em 2012, 2014  e 2018. ”Comendador da Ordem de Rio Branco, Ministério das Relações Exteriores, 2010.
Prêmio ABERJE pela melhor campanha de comunicação corporativa do País em para o projeto de comunicação da cadeia sucroenergética; 100 personalidades mais influentes do Brasil pela Revista Época e “Engenheiro Agrônomo do Ano”, 100 personalidades mais influentes do mundo em bioenergia nos anos de 2010 e 2011” pela Revista Biofuels Digest.

## Livros
É autor, co-autor, editor ou organizador de diversos livros:
- Trade Liberalization: Policies and Implications for Latin America [6]
- China-Brazil partnership on agriculture and food security [7]
- Políticas Comerciais Comparadas: Desempenho e Modelos Organizacionais - Argentina, Brasil, Chile, Estados Unidos, México e União Europeia [8]
- O Brasil e os grandes temas do comércio internacional[9]
- O Brasil no Agro Global: Reflexões sobre a inserção do agronegócio brasileiro nas principais macrorregiões do planeta[10]